# Chessell
Chessell – osada w Anglii, na wyspie Wight. Leży 11 km na zachód od miasta Newport i 130 km na południowy zachód od Londynu.